# Tegueste
Tegueste és un municipi de l'illa de Tenerife, a les illes Canàries. Està rodejat pel municipi de San Cristóbal de La Laguna, del que es va independitzar en el segle xvii, privant-li de sortida al mar els barris laguneros de Tejina, Bajamar i Punta del Gentilhombre. L'actual Vila de Tegueste deu el seu nom a un dels nou menceyats guanxes, denominat Tegueste i que ocupava la recent extensió del municipi més altres enclavaments costaners com Valle de Guerra, Tejina i Bajamar.
Actualment, es pensa que el topònim Tegueste estigui relacionat amb Tagaste, ciutat del nord d'Àfrica en on va néixer Sant Agustí d'Hipona i centre de la cultura amaziga.
Aquesta població posseïx una més que notable tradició agrícola i ramadera. Els cultius més representatius són les seves varietats de papes i les seves vinyes. La seva situació pròxima a Santa Cruz i La Laguna li ha fet integrant de l'àrea metropolitana de Tenerife. Bona part dels habitants de Tegueste acudeix a treballar a aquests dos municipis. Aquesta situació ha propiciat un important augment en la seva població en els últims anys. El casc de Tegueste es troba en els voltants de la Plaça de San Marcos, on se situa l'església del mateix nom, que data de 1530 i que va ser reedificada en 1700; a la plaça també es troba l'ajuntament. El barri del Socorro compta amb una bella ermita del segle xvi, que ha estat reedificada. L'arquitectura tradicional està ben conservada en els barris com ara La Padilla, San Luis o Pedro Álvarez i El Palomar. Per sobre d'aquests dos últims barris s'ascendeix fins al Llom de Pedro Álvarez, amb un bosc de faial-bruguerar d'important valor botànic i faunístic, pertanyent al Parc Rural d'Anaga.
La festa més important és el romiatge de Sant Marc Evangelista (patró de la verema) que se celebra el diumenge més proper al 25 d'abril. Està entre les més destacades i tradicionals de les illes, sobresortint d'entre els seus festejos els vaixells que recorren els seus carrers i les carretes adornades amb productes artesans i llavors de la terra. El 18 d'abril de 1996 la conselleria de Presidència i Relacions Institucionals del Govern de Canàries va concedir el títol de Vila al municipi de Tegueste.